# Генесіс Антві
Генесіс Кофі Корантенг Антві (швед. Genesis Kofi Koranteng Antwi, нар. 11 травня 2007, Стокгольм, Швеція) — шведський футболіст ганського походження, захисник англійського «Челсі».

## Ігрова кар'єра

### Клубна
Генесіс Антві починав свою футбольну кар'єру у Стокгольмі, в академії столичного клубу «Гаммарбю». У віці 11 - ти років футболіст приєднався до академії лондонського «Челсі» і в 2025 році був переведений до першої команди клубу.
13 березня 2025 року в матчі плей - оф Ліги конференцій проти «Копенгагена» Антві дебютував у першій команді «Челсі». Також футболіст знаходився в заявці команди на матч чемпіонату Англії проти «Лестер Сіті» 9 березня 2025 року.

### Збірна
У 2022 році Генесіс Антві провів одну гру в складі юнацької збірної Англії (U-16). Після чого продовжив свою міжнародну кар'єру в юнацьких збірних Швеції.
Також Антві має право виступати за збірну Гани.

## Титули
Челсі
 Переможець Ліги конференцій: 2024/25